# Red Bull Bragantino II
Red Bull Bragantino II is een Braziliaanse voetbalclub uit Bragança Paulista, in de deelstaat São Paulo. Tot begin 2021 speelde de club in Campinas.

## Geschiedenis
De club werd in 2007 opgericht door het Oostenrijkse bedrijf Red Bull GmbH. In 2009 werd de club kampioen van de vierde klasse van het Campeonato Paulista. In 2010 promoveerde de club naar de Série A2. Hier speelde de club tot 2014 en promoveerde dan naar de Série A1. Door de degradatie van voormalige topclub Guarani in 2013 werd de club nu na Ponte Preta de tweede club van de stad. Red Bull kon in het eerste seizoen meteen doorstoten naar de kwartfinale om de titel en verloor hier van São Paulo. Door het goede resultaat mag de club ook deelnemen aan de Série D, waar de club in de eerste ronde uitgeschakeld werd. Ook in 2016 verloor de club in de kwartfinale van de staatscompetitie. In 2017 en 2018 kon de club zich niet voor de tweede fase plaatsen, maar in 2019 werden ze groepswinnaar, maar verloren dan in de kwartfinales van Santos. Na dit seizoen fuseerde de club met Bragantino, dat in de nationale Série B speelde. De club nam de naam Red Bull Bragantino aan en nam de plek in de Série B over. 
Red Bull Brasil bleef echter bestaan en ging in 2020 opnieuw van start in de Série A2. In 2021 verhuisde de club naar Bragança Paulista, waar ook Red Bull Bragantino al speelde. Op 16 januari 2023 wijzigde de naam van Red Bull Brasil in Red Bull Bragantino II en ging het functioneren als het reserveteam van Red Bull Bragantino.

## Bekende (ex-)spelers
- Denílson Martins Nascimento
- José Fábio Santos de Oliveira
- Lulinha